# Lista de países do Oriente Médio por PIB (PPC)

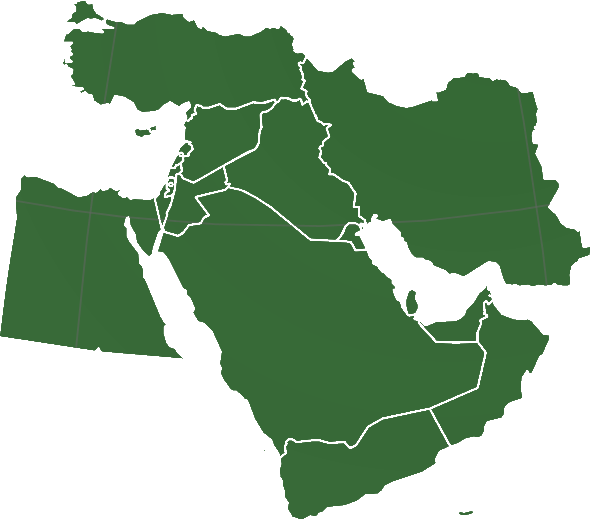

O Oriente Médio é a região mais ocidental da Ásia  sendo conhecida por Oriente Médio por sua proximidade com a Europa. Esta é uma lista de países do Oriente Médio ordenado pelo tamanho de sua economia pelo Produto Interno Bruto em paridade de poder de compra (PPC) baseada nas páginas do World Economics Reaserch em 2025, Fundo Monetário Internacional em 2025, Ceic Data de 2025, OECD de 2022, Global Data Lab de 2022 e governo do Egito em 2021. 
A lista de População é baseada nas projeções da ONU para o ano de 2025 e foram obtidas na página da Worldometers.info.
Os Limites geográficos do Oriente Médio com a Europa são os estreitos de Bósforo e Dardanelos, o mar de Mármara, o Mar Negro, o Mar Egeu e a cordilheira do Cáucaso. Geórgia, Azerbaijão e Armênia estão localizados no Cáucaso ao sul da Cordilheira do Cáucaso e por isso pertencem a lista apesar de seus laços culturais e históricos com a Europa. O Chipre, apesar de pertencer a União europeia e a zona do Euro, está localizada no Oriente Médio.
Os limites geográficos do Oriente Médio com a África, são o canal de Suez e o Mar Vermelho, por isso, a península do Sinai, que pertence ao Egito, fica na Ásia, enquanto o restante do Egito pertence a África. A Turquia, assim como o Egito, são países transcontinentais, uma vez que a Trácia Oriental está na parte europeia da Turquia.  
O limite Sul do Oriente médio é o Golfo de Adem, Mar Arábico e Golfo Pérsico. E o país mais oriental do Oriente Médio é o Irã.
Na Lista principal está a economia da parte asiática da Turquia e do Egito e na segunda lista (lista T) a economia total do Egito e da Turquia.

## Lista de Países e Territórios do Oriente Médio
| Ranque | País                   | PIB em milhões US (PPC) | PIB per capita em US (PPC) | População   | Área km2  | Ano  | Ref.          |
| ------ | ---------------------- | ----------------------- | -------------------------- | ----------- | --------- | ---- | ------------- |
| 1      | Arábia Saudita         | 2 782 160               | 80 486                     | 34 567 000  | 2 149 690 | 2025 | [ 2 ]         |
| 2      | Turquia Asiática       | 2 176 978               | 29 270                     | 74 375 811  | 744 656   | 2022 | [ 3 ] [ 4 ]   |
| 3      | Irã                    | 1 882 555               | 20 370                     | 92 418 000  | 1 648 195 | 2025 | [ 5 ]         |
| 4      | Emirados Árabes Unidos | 1 093 584               | 96 385                     | 11 346 000  | 83 600    | 2025 | [ 6 ]         |
| 5      | Iraque                 | 717 540                 | 15 260                     | 47 021 000  | 437 072   | 2025 | [ 5 ]         |
| 6      | Israel                 | 573 880                 | 60 294                     | 9 518 000   | 20 770    | 2025 | [ 2 ]         |
| 7      | Catar                  | 401 530                 | 128 861                    | 3 116 000   | 11 586    | 2025 | [ 2 ]         |
| 8      | Azerbaijão             | 337 800                 | 32 487                     | 10 398 000  | 86 600    | 2025 | [ 2 ]         |
| 9      | Kuwait                 | 307 810                 | 61 231                     | 5 027 000   | 17 818    | 2025 | [ 2 ]         |
| 10     | Omã                    | 245 220                 | 44 626                     | 5 495 000   | 309 500   | 2025 | [ 2 ]         |
| 11     | Síria                  | 209 759                 | 8 187                      | 25 621 000  | 185 180   | 2022 | [ 7 ]         |
| 12     | Jordânia               | 163 230                 | 14 168                     | 11 521 000  | 88 802    | 2025 | [ 8 ]         |
| 13     | Geórgia                | 142 180                 | 37 337                     | 3 808 000   | 69 700    | 2025 | [ 2 ]         |
| 14     | Bahrein                | 125 090                 | 76 089                     | 1 644 000   | 780       | 2025 | [ 2 ]         |
| 15     | Arménia                | 92 280                  | 31 029                     | 2 974 000   | 29 743    | 2025 | [ 2 ]         |
| 16     | Iémen                  | 89 122                  | 2 221                      | 40 127 000  | 527 970   | 2025 | [ 9 ]         |
| 17     | Chipre                 | 84 652                  | 62 290                     | 1 359 000   | 9 251     | 2025 | [ 5 ]         |
| 18     | Líbano                 | 80 270                  | 13 721                     | 5 850 000   | 10 452    | 2025 | [ 2 ]         |
| 19     | Sinai ( Egito)         | 41 515                  | 44 159                     | 940 123     | 63 241    | 2021 | [ 10 ] [ 11 ] |
| 20     | Palestina              | 31 092                  | 5 562                      | 5 590 000   | 6 220     | 2023 | [ 12 ]        |
|        | Oriente Médio          | 11 578 247              | 29 482                     | 392 715 934 | 6 500 826 |      |               |
| T1     | Turquia                | 4 035 290               | 46 178                     | 87 386 000  | 758 845   | 2025 | [ 2 ]         |
| T2     | Egito                  | 3 040 440               | 26 090                     | 116 538 000 | 1 002 450 | 2025 | [ 2 ]         |

## Ver Também
- Lista de países e territórios da América do Norte por PIB (PPC)
- Lista de países da América do Sul por PIB (PPC)
- Lista de países da América Central por PIB (PPC)
- Lista de países e territórios do Caribe por PIB (PPC)
- Lista de países e territórios da América Latina e Caribe por PIB (PPC)
- Lista de países da África por PIB (PPC)
- Lista de países e territórios da Oceania por PPC
- Lista de estados soberanos e territórios dependentes na Europa por PIB (PPC)
- Lista de países da Ásia Central por PIB (PPC)
- Lista dos países do sul da Ásia por PIB (PPC)
- Lista dos países do Sudeste Asiático por PIB (PPC)
- Lista dos Países da Ásia por PIB (PPC)